# Miroljub Milutinović
Pour les articles homonymes, voir Milutinović.
Miroljub Milutinović alias  "Brada", (cyrillique serbe: Мирољуб Милутиновић, né le 16 septembre 1962, à Loznica) est un auteur et dessinateur de bande-dessinée serbe. Il vit à Belgrade, en Serbie.

## Publications
- L'Expert, scénario de Frank Giroud, Glénat
  1. Le Triomphe de Saint-Waldemar, 2003.
  2. L'Étole du chaman, 2005.
  3. L'Ombre du Connétable, 2006.
  4. Justice !, 2007.
- Lignes de front, scénario de Jean-Pierre Pécau, Delcourt
  - Tome 1 : Stonne, 2014
  - Tome 5 : Bir Hakeim, 2015
- La Druzina, scénario de Jacques Mazeau, Glénat, 2015.